# Return of the Dream Canteen
Return of the Dream Canteen är det amerikanska rockbandet Red Hot Chili Peppers trettonde studioalbum. Albumet är ett dubbelalbum och släpptes den 14 oktober 2022 fyra månader efter det föregående albumet Unlimited Love och första singeln från albumet var "Tippa my Tounge". Låtarna är skrivna och framförda av Flea, Anthony Kiedis, Chad Smith och John Frusciante. Albumet har fått 69 av 100 i betyg på siten Metacritic.